# Dioxyini
Dioxyini — триба одиночных пчёл из подсемейства Megachilinae, насчитывающий около 10 родов, 40 видов.

## Экология
Представители трибы Dioxyini является кукушками пчел (клептопаразитизм), они откладывают свои яйца в гнезда других видов семейства Megachilidae. Крупнейший род, Dioxys, паразитирует на пчёлах рода Osmia.

## Классификация
- Триба Dioxyini — в Европе представлена:
  - Род Aglaoapis Cameron, 1901 — 3 вида, 1 в Европе
    - Aglaoapis tridentata — Фенноскандия

  - Род Allodioxys Popov, 1947 — 4 вида
  - Род Dioxys Lepeletier & Serville, 1825 — 19 видов, 11 видов в Европе[1]
  - Ensliniana
    - Ensliniana bidentata (Friese, 1899)

  - Род Eudioxys Mavromoustakis, 1963 — 2 вида
  - Род Metadioxys Popov, 1947 — 3 вида, 1 в Европе
  - Род Paradioxys Mocsary, 1894 — 2 вида, 1 в Европе
  - Род Prodioxys Friese, 1914 — 3 вида